# Atwater (California)
Atwater, fundada en 1922, es una ciudad ubicada en el condado de Merced en el estado estadounidense de California. En el año 2006 tenía una población de 27.972 habitantes y una densidad poblacional de 2,624.8 personas por km².

## Geografía
Atwater se encuentra ubicada en las coordenadas 37°20′52″N 120°36′33″O / 37.34778, -120.60917. Según la Oficina del Censo, la ciudad tiene un área total de 14 km² (5,4 mi²), de la cual 14 km² (5,4 mi²) es tierra y 0 km² (0 mi²) (0.18%) es agua.

## Demografía
Según la Oficina del Censo en 2000 los ingresos medios por hogar en la localidad eran de $37,344, y los ingresos medios por familia eran $39,789. Los hombres tenían unos ingresos medios de $32,983 frente a los $22,450 para las mujeres. La renta per cápita para la localidad era de $15,162. Alrededor del 18.7% de la población estaban por debajo del umbral de pobreza.